# Loudest Love
Loudest Love — четвертий міні-альбом (EP) американської групи Soundgarden, випущений в жовтні 1990 року.

## Треклист
1. Loud Love — 5:26
2. Hands All Over — 6:00
3. Get on the Snake — 3:44
4. Heretic — 3:48
5. Come Together — 5:52
6. Fresh Deadly Roses — 4:53
7. Big Dumb Sex — 6:06

## Розробники
- Кріс Корнелл — вокал, гітара
- Кім Таїл — гітара
- Хіро Ямамото — бас
- Метт Кемерон — барабани